# Sibylline Meynet
Pour les articles homonymes, voir Meynet.
Sibylline Meynet, née le 2 juillet 1991 à Thonon-les-Bains, est une illustratrice française.

## Biographie
Elle est la fille du dessinateur de bandes dessinées Félix Meynet.

## Œuvres
- My lovely cakes : cupcakes, cookies, whoopies et gros gâteaux : 80 recettes craquantes à dévorer (dessin), textes de Laureline Meynet, éd. La Martinière, 2014  (ISBN 978-2-7324-6381-0) (BNF 43910015)
- Silencieuse(s) (dessin) avec Salomé Joly (scénario), éd. PerspectivesArt9, 2017  (ISBN 978-2-372-45033-1)
- Léa Bordier (scénario), Cher corps[1], Éditions Delcourt, 2019  (ISBN 978-2-413-01359-4)

### Documentation
- Sibylline (int) et Klervi Le Cozic, « 6 fois plus d'abonnés que Sfar ! », Casemate, no 144,‎ mars 2021, p. 92-95.